# Euge Groove
Steven Eugene Groove, artisticamente conosciuto come Euge Groove (Hagerstown, 27 novembre 1962), è un sassofonista, compositore e musicista statunitense.

## Carriera
Dopo essersi diplomato alla University of Miami School of Music nel 1984, Groove intraprende la carriera di turnista seguendo nel 1988 gli Huey Lewis and the News e, quello stesso anno, entrando a far parte dei Tower of Power, alla ricerca di un sassofonista per sostituire Richard Elliot che aveva deciso di intraprendere la carriera di solista. In quel periodo avvia numerose collaborazioni in studio, la più importante delle quali con il gruppo vocale femminile Exposé, dove presenta un suo assolo nel brano "Seasons Change", seguito nel 1993 in un secondo nel brano "I'll Never Get Over You (Getting Over Me)".
Prima di dedicarsi dal 2000 alla sola carriera solista nel genere smooth jazz, avvia collaborazioni con numerosi tour di artisti internazionali quali Joe Cocker (1994-1995, 1997, 1999, opening act 2005), Tina Turner (2000), Eros Ramazzotti (1996, 1998, 2003-2004) e Richard Marx (1990-1994).

## Discografia

### Solista
- Euge Groove (2000)
- Play Date (2002)
- Livin' Large (2004)
- Just Feels Right (2005)
- Born 2 Groove (2007)
- Sunday Morning (2009)
- S7VEN LARGE (2011)
- House of Groove (2012)
- Got 2 Be Groovin' (2014)
- Still Euge (2016)
- Groove On! (2017)
- Slow Jams (2019)
- Sing My Song (2020)
- Comfort Zone (2023)